# Century break
Il century break è un termine dello snooker che identifica una serie di almeno 100 punti ottenuti da un giocatore in una serie (break) ininterrotta.
Richiede di imbucare almeno 25 biglie consecutivamente.
Il giocatore con più century break è l'inglese Ronnie O'Sullivan con 1201, nella classifica aggiornata allo snooker Championship league (stagione 2022-2023).

## Descrizione
Più in dettaglio il century break (detti popolarmente "ton" o in italiano "centoni") si ottiene quando un giocatore realizza in serie un punteggio tra un minimo di 100 e un massimo di 147. Quest'ultima viene chiamata maximum break (o serie perfetta) in quanto il giocatore ha conquistato tutti i punti che il tavolo offre.

## Classifica
Aggiornata alla Campionato mondiale di snooker 2023.
In grassetto i giocatori ancora in attività.
| N°  | Giocatore             | Century Breaks | Primo                                     | Ultimo                                    | Note        |
| --- | --------------------- | -------------- | ----------------------------------------- | ----------------------------------------- | ----------- |
| 1   | Ronnie O'Sullivan     | 1 230          | Dubai Classic 1992                        | UK Championship 2023                      | [ 2 ] [ 3 ] |
| 2   | John Higgins          | 934            | Grand Prix 1992                           | Campionato mondiale 2023                  | [ 4 ]       |
| 3   | Judd Trump            | 901            | Qualificazioni al Masters 2005            | Campionato mondiale 2022                  | [ 5 ]       |
| 4   | Neil Robertson        | 893            | Thailand Masters 2001                     | Campionato mondiale 2023                  | [ 6 ]       |
| 5   | Stephen Hendry        | 777            | Gibraltar Open 2021                       | Campionato mondiale 2023                  | [ 7 ]       |
| 6   | Mark Selby            | 762            | Grand Prix 1999                           | Campionato mondiale 2023                  | [ 8 ]       |
| 7   | Joe Davis             | 687            | Campionato mondiale 1935                  | News of The World Tournament 1955         | [ 9 ]       |
| 8   | Ding Junhui           | 587            | LG Cup 2003                               | Campionato mondiale 2022                  | [ 10 ]      |
| 9   | Shaun Murphy          | 577            | Benson & Hedges Championship 1998         | Campionato mondiale 2022                  | [ 11 ]      |
| 10  | Mark Williams         | 549            | UK Championship 1992                      | Campionato mondiale 2022                  | [ 12 ]      |
| 11  | Stuart Bingham        | 533            | Thailand Classic 1995                     | Campionato mondiale 2022                  | [ 13 ]      |
| 12  | Mark Allen            | 518            | UK Championship 2005                      | Campionato mondiale 2022                  | [ 14 ]      |
| 13  | Marco Fu              | 501            | Thailand Masters 1998                     | European Masters 2020 (2019-2020)         | [ 15 ]      |
| 14  | Stephen Maguire       | 472            | Campionato mondiale 1999                  | Campionato mondiale 2022                  | [ 16 ]      |
| 15  | Barry Hawkins         | 402            | Benson & Hedges Championship 1998         | Welsh Open 2022                           | [ 17 ]      |
| 16  | Ryan Day              | 401            | Welsh Open 2000                           | Welsh Open 2022                           | [ 18 ]      |
| 17  | Peter Ebdon           | 377            | Dubai Classic 1991                        | Gibraltar Open 2019                       | [ 19 ]      |
| 18  | Ken Doherty           | 359            | Classic 1991                              | European Masters 2022 (2021-2022)         | [ 20 ]      |
| 19  | Steve Davis           | 355            | Canadian Open 1979                        | European Tour 8 2014                      | [ 21 ]      |
| 20  | Joe Perry             | 344            | European Open 1993                        | Gibraltar Open 2022                       | [ 22 ]      |
| 21  | Matthew Stevens       | 323            | Benson & Hedges Championship 1994         | European Masters 2020 (2020-2021)         |             |
| 22  | Jimmy White           | 320            | Canadian Open 1980                        | European Masters 2020 (2020-2021)         |             |
| 23  | Ali Carter            | 314            | Benson & Hedges Championship 1998         | Championship League 2020 (2019-2020)      |             |
| 24  | Anthony Hamilton      | 296            | UK Championship 1991                      | Campionato mondiale 2020                  |             |
| 25  | David Gilbert         | 287            | UK Championship 2002                      | European Masters 2020 (2020-2021)         |             |
| 26  | Ricky Walden          | 285            | Scottish Open 2002                        | Campionato mondiale 2020                  |             |
| 27  | Liang Wenbó           | 266            | UK Championship 2005                      | Championship League 2020 (2020-2021)      |             |
| 28  | Mark Davis            | 258            | UK Championship 1991                      | Championship League 2020 (2020-2021)      |             |
| 29  | Graeme Dott           | 228            | Campionato mondiale 1995                  | European Masters 2020 (2020-2021)         | [ 23 ]      |
| 30  | Fergal O'Brien        | 228            | Grand Prix 1991                           | European Masters 2020 (2020-2021)         |             |
| 31  | Alan McManus          | 227            | UK Championship 1990                      | Campionato mondiale 2020                  |             |
| 31  | Tom Ford              | 227            | Campionato mondiale 2002                  | Championship League 2020 (2020-2021)      |             |
| 33  | Martin Gould          | 223            | Classic 1984                              | Campionato mondiale 2009                  |             |
| 34  | John Parrott          | 221            | UK Championship 2003                      | Championship League 2020 (2020-2021)      | [ 24 ]      |
| 35  | Dominic Dale          | 221            | Dubai Classic 1992                        | Welsh Open 2020                           | [ 25 ]      |
| 36  | Michael Holt          | 213            | German Open 1996                          | Championship League 2020 (2020-2021)      |             |
| 37  | Kyren Wilson          | 211            | Euro Players Tour Championship 1 2010     | Championship League 2020 (2020-2021)      | [ 26 ]      |
| 38  | Jack Lisowski         | 192            | Euro Players Tour Championship 1 2010     | European Masters 2020 (2020-2021)         | [ 27 ]      |
| 39  | Stephen Lee           | 184            | UK Championship 1992                      | European Tour 2 2012                      |             |
| 40  | Kurt Maflin           | 191            | UK Championship 2001                      | Campionato mondiale 2020                  |             |
| 41  | Xiao Guodong          | 172            | Qualificazioni al Masters 2007            | Championship League 2020 (2020-2021)      | [ 28 ]      |
| 42  | James Wattana         | 166            | Grand Prix 1989                           | China Open 2019                           | [ 29 ]      |
| 42  | Robin Hull            | 166            | Dubai Classic 1993                        | UK Championship 2018                      | [ 30 ]      |
| 44  | Jamie Cope            | 164            | UK Championship 2002                      | Campionato mondiale 2017                  |             |
| 45  | Robert Milkins        | 159            | International Open 1996                   | Campionato mondiale 2020                  | [ 31 ]      |
| 45  | Anthony McGill        | 159            | Players Tour Championship 1 2010          | European Masters 2020 (2020-2021)         | [ 32 ]      |
| 47  | Andy Hicks            | 153            | Welsh Open 1992                           | China Championship 2019                   |             |
| 47  | Gary Wilson           | 153            | UK Championship 2004                      | Championship League 2020 (2019-2020)      |             |
| 49  | Michael White         | 152            | UK Championship 2007                      | Championship League 2020 (2020-2021)      | [ 33 ]      |
| 50  | Mark King             | 151            | Campionato mondiale 1993                  | Campionato mondiale 2020                  | [ 34 ]      |
| 51  | Barry Pinches         | 148            | Dubai Classic 1992                        | Campionato mondiale 2020                  | [ 35 ]      |
| 52  | Jimmy Robertson       | 144            | Campionato mondiale 2004                  | Gibraltar Open 2020                       | [ 36 ]      |
| 53  | Dave Harold           | 143            | UK Championship 1991                      | China Open 2015                           |             |
| 54  | Luca Brecel           | 138            | UK Championship 2011                      | Campionato mondiale 2020                  |             |
| 55  | Jamie Burnett         | 136            | Grand Prix 1992                           | UK Championship 2015                      |             |
| 55  | Andrew Higginson      | 136            | Benson & Hedges Championship 1998         | European Masters 2020 (2020-2021)         | [ 37 ]      |
| 57  | Tony Drago            | 132            | Campionato mondiale 1986                  | Campionato mondiale 2015                  | [ 38 ]      |
| 58  | Ben Woollaston        | 128            | Campionato mondiale 2005                  | Championship League 2020 (2019-2020)      | [ 39 ]      |
| 59  | Willie Thorne         | 126            | Campionato mondiale 1979                  | Campionato mondiale 2001                  | [ 40 ]      |
| 59  | Nigel Bond            | 126            | Dubai Classic 1989                        | German Masters 2020                       | [ 41 ]      |
| 61  | Joe Swail             | 124            | Dubai Classic 1991                        | China Open 2019                           | [ 42 ]      |
| 62  | Tian Pengfei          | 123            | Northern Ireland Trophy 2006              | Championship League 2020 (2020-2021)      | [ 43 ]      |
| 63  | Alfie Burden          | 118            | International Open 1995                   | European Masters 2020 (2019-2020)         | [ 44 ]      |
| 64  | Matthew Selt          | 115            | UK Championship 2002                      | Championship League 2020 (2019-2020)      | [ 45 ]      |
| 65  | Paul Hunter           | 114            | Thailand Classic 1995                     | UK Championship 2005                      | [ 46 ]      |
| 65  | Gerard Greene         | 114            | Grand Prix 1993                           | Championship League 2020 (2020-2021)      | [ 47 ]      |
| 67  | Thepchaiya Un-Nooh    | 114            | UK Championship 2009                      | Campionato mondiale 2020                  |             |
| 68  | Darren Morgan         | 111            | Campionato mondiale 1989                  | China Open 2005                           | [ 40 ]      |
| 69  | Rod Lawler            | 108            | Campionato mondiale 1991                  | Gibraltar Open 2020                       | [ 48 ]      |
| 70  | Ian McCulloch         | 105            | Thailand Open 1994                        | Welsh Open 2012                           | [ 40 ]      |
| 71  | Mark Joyce            | 103            | Malta Cup 2007                            | Championship League 2020 (2019-2020)      |             |
| 72  | Zhou Yuelong          | 102            | Australian Goldfields Open 2014           | Championship League 2020 (2020-2021)      | [ 49 ]      |
| 73  | Jamie Jones           | 99             | Grand Prix 2006                           | Championship League 2020 (2020-2021)      | [ 50 ]      |
| 74  | Cliff Thorburn        | 92             | Campionato mondiale 1977                  | Dubai Classic 1994                        |             |
| 74  | Sam Baird             | 92             | Welsh Open 2010                           | Campionato mondiale 2020                  |             |
| 76  | Li Hang               | 90             | Bahrain Championship 2008                 | Gibraltar Open 2020                       | [ 51 ]      |
| 77  | Rory McLeod           | 87             | British Open 2001                         | European Masters 2020 (2020-2021)         | [ 52 ]      |
| 78  | Terry Griffiths       | 86             | Campionato mondiale 1979                  | The Masters 1995                          |             |
| 78  | Neal Foulds           | 86             | Campionato mondiale 1984                  | Campionato mondiale 2003                  | [ 53 ]      |
| 80  | Alex Higgins          | 82             | Campionato mondiale 1972                  | Campionato mondiale 1995                  | [ 54 ]      |
| 80  | Yan Bingtao           | 82             | Riga Masters 2016                         | European Masters 2020 (2020-2021)         | [ 55 ]      |
| 82  | Liam Highfield        | 81             | Shanghai Masters 2010                     | Campionato mondiale 2020                  |             |
| 83  | Dennis Taylor         | 80             | Canadian Open 1974                        | Campionato mondiale 1996                  |             |
| 84  | Noppon Saengkham      | 79             | Players Tour Championship 5 2010          | Campionato mondiale 2020                  |             |
| 85  | Zhang Anda            | 77             | Campionato mondiale 2010                  | German Masters 2020                       |             |
| 85  | Stuart Carrington     | 77             | German Masters 2012                       | Welsh Open 2020                           | [ 56 ]      |
| 87  | Daniel Wells          | 74             | Welsh Open 2009                           | European Masters 2020 (2019-2020)         | [ 57 ]      |
| 88  | Craig Steadman        | 64             | UK Championship 2009                      | Campionato mondiale 2020                  | [ 58 ]      |
| 89  | Zhao Xintong          | 63             | Riga Masters 2016                         | European Masters 2020 (2020-2021)         |             |
| 90  | John Spencer          | 62             | Campionato mondiale 1970                  | UK Championship 1988                      |             |
| 90  | Mike Dunn             | 62             | Campionato mondiale 1992                  | English Open 2019                         |             |
| 92  | Sam Craigie           | 58             | Players Tour Championship 4 2011          | Championship League 2020 (2019-2020)      |             |
| 93  | Scott Donaldson       | 55             | International Championship 2012           | Championship League 2020 (2020-2021)      |             |
| 93  | Robbie Williams       | 55             | Players Tour Championship 2 2012          | Championship League 2020 (2020-2021)      | [ 59 ]      |
| 95  | Tony Meo              | 54             | Canadian Open 1979                        | Dubai Classic 1994                        | [ 60 ]      |
| 95  | Lee Walker            | 54             | Campionato mondiale 1995                  | German Masters 2020                       |             |
| 95  | David Grace           | 54             | Grand Prix 2008                           | Championship League 2020 (2020-2021)      | [ 61 ]      |
| 98  | Ray Reardon           | 53             | Campionato mondiale 1970                  | Campionato mondiale 1990                  |             |
| 98  | Chris Wakelin         | 53             | International Championship 2013           | Championship League 2020 (2019-2020)      |             |
| 100 | Doug Mountjoy         | 49             | Campionato mondiale 1977                  | Dubai Classic 1993                        | [ 62 ]      |
| 101 | Tony Knowles          | 48             | Campionato mondiale 1981                  | Campionato mondiale 2001                  | [ 63 ]      |
| 102 | Martin O'Donnell      | 47             | Players Tour Championship 2 2012          | European Masters 2020 (2020-2021)         |             |
| 102 | Lyu Haotian           | 47             | Wuxi Classic 2013                         | European Masters 2020 (2020-2021)         | [ 64 ]      |
| 104 | Eddie Charlton        | 46             | Australian Professional Championship 1963 | Campionato mondiale 1992                  |             |
| 105 | Hossein Vafaei        | 45             | Asian Championship 2012                   | European Masters 2020 (2020-2021)         | [ 65 ]      |
| 106 | Horace Lindrum        | 44             | Campionato mondiale 1936                  | Campionato mondiale 1936                  |             |
| 107 | Ian Burns             | 43             | Wuxi Classic 2012                         | Championship League 2020 (2020-2021)      | [ 67 ]      |
| 108 | Fred Davis            | 40             | Campionato mondiale 1939                  | Campionato mondiale 1980                  |             |
| 109 | John Virgo            | 39             | Canadian Open 1976                        | British Open 1991                         |             |
| 110 | Michael Georgiou      | 34             | European Tour 2 2013                      | Campionato mondiale 2020                  | [ 68 ]      |
| 111 | Mei Xiwen             | 31             | Shanghai Masters 2010                     | European Masters 2020 (2019-2020)         | [ 69 ]      |
| 111 | Jamie O'Neill         | 31             | Shanghai Masters 2007                     | English Open 2019                         |             |
| 111 | Mitchell Mann         | 31             | International Championship 2014           | Gibraltar Open 2020                       | [ 70 ]      |
| 111 | Sunny Akani           | 31             | Campionato mondiale 2016                  | Campionato mondiale 2020                  | [ 71 ]      |
| 111 | Elliot Slessor        | 31             | Indian Open 2013                          | Campionato mondiale 2020                  | [ 72 ]      |
| 116 | Yuan Sijun            | 30             | English Open 2017                         | Gibraltar Open 2020                       |             |
| 117 | Luo Honghao           | 29             | China Championship 2018                   | Championship League 2020 (2020-2021)      |             |
| 118 | Lu Ning               | 27             | European Tour 4 2014                      | Scottish Open 2019                        | [ 73 ]      |
| 119 | Kirk Stevens          | 26             | Canadian Open 1979                        | Campionato mondiale 1999                  |             |
| 119 | Ashley Carty          | 26             | European Masters 2018                     | European Masters 2020 (2020-2021)         |             |
| 121 | Jak Jones             | 25             | Euro Players Tour Championship 3 2010     | Shoot-Out 2020                            |             |
| 122 | John Astley           | 24             | Players Tour Championship 1 2012          | German Masters 2020                       |             |
| 123 | Allan Taylor          | 23             | European Tour 5 2014                      | European Masters 2020 (2020-2021)         | [ 74 ]      |
| 124 | Rex Williams          | 22             | News of The World Tournament 1954         | European Open 1991                        |             |
| 125 | James Cahill          | 21             | Campionato mondiale 2014                  | European Masters 2020 (2020-2021)         | [ 75 ]      |
| 125 | Oliver Lines          | 21             | European Tour 3 2014                      | Championship League 2020 (2020-2021)      | [ 76 ]      |
| 127 | Alexander Ursenbacher | 19             | Campionato mondiale 2014                  | Campionato mondiale 2020                  | [ 77 ]      |
| 128 | Bill Werbeniuk        | 17             | Canadian Open 1977                        | UK Championship 1988                      |             |
| 128 | Hammad Miah           | 17             | European Tour 2 2013                      | Campionato mondiale 2020                  | [ 78 ]      |
| 128 | Jordan Brown          | 17             | Shanghai Masters 2009                     | Campionato mondiale 2020                  | [ 79 ]      |
| 128 | Joe O'Connor          | 17             | Northern Ireland Open 2018                | Championship League 2020 (2020-2021)      | [ 80 ]      |
| 132 | Graham Miles          | 16             | Campionato mondiale 1972                  | British Open 1985                         | [ 81 ]      |
| 133 | David Taylor          | 15             | Campionato mondiale 1977                  | Grand Prix 1993                           | [ 82 ]      |
| 133 | Xu Si                 | 15             | UK Championship 2017                      | Championship League 2020 (2020-2021)      | [ 83 ]      |
| 135 | Chen Zifan            | 14             | China Championship 2017                   | European Masters 2020 (2019-2020)         |             |
| 135 | Thor Chuan Leong      | 14             | Campionato mondiale 2016                  | Shoot-Out 2020                            | [ 84 ]      |
| 137 | David Lilley          | 14             | Q School 2019                             | European Masters 2020 (2019-2020)         |             |
| 137 | Jamie Clarke          | 14             | Gibraltar Open 2019                       | Championship League 2020 (2020-2021)      | [ 85 ]      |
| 139 | Chang Bingyu          | 13             | International Championship 2019           | Championship League 2020 (2020-2021)      |             |
| 140 | Silvino Francisco     | 12             | Campionato mondiale 1983                  | Classic 1992                              |             |
| 141 | Igor Figueiredo       | 11             | Euro Players Tour Championship 2 2010     | Gibraltar Open 2020                       | [ 86 ]      |
| 141 | Fraser Patrick        | 11             | German Masters 2013                       | German Masters 2020                       |             |
| 141 | Kishan Hirani         | 11             | European Masters 2018                     | German Masters 2020                       |             |
| 141 | Chen Feilong          | 11             | UK Championship 2018                      | Campionato mondiale 2020                  | [ 87 ]      |
| 145 | Walter Donaldson      | 9              | Campionato mondiale 1949                  | Campionato mondiale 1954                  | [ 88 ]      |
| 145 | John Pulman           | 9              | News of The World Tournament 1952         | Campionato mondiale 1970                  |             |
| 145 | Louis Heathcote       | 9              | International Championship 2019           | Championship League 2020 (2019-2020)      | [ 89 ]      |
| 148 | Si Jiahui             | 8              | UK Championship 2019                      | Campionato mondiale 2020                  | [ 90 ]      |
| 148 | Jackson Page          | 8              | Riga Masters 2019                         | European Masters 2020 (2020-2021)         | [ 91 ]      |
| 150 | Kacper Filipiak       | 7              | Players Tour Championship 6 2011          | German Masters 2020                       |             |
| 150 | Andy Lee              | 7              | Northern Ireland Trophy 2008              | Welsh Open 2020                           |             |
| 152 | Soheil Vahedi         | 6              | International Championship 2017           | German Masters 2020                       | [ 92 ]      |
| 152 | Harvey Chandler       | 6              | World Open 2018                           | Championship League 2020 (2019-2020)      | [ 93 ]      |
| 154 | Billy Joe Castle      | 5              | China Championship 2018                   | Northern Ireland Open 2019                | [ 94 ]      |
| 154 | Brandon Sargeant      | 5              | International Championship 2019           | Championship League 2020 (2020-2021)      | [ 95 ]      |
| 156 | Gary Owen             | 4              | Campionato mondiale 1969                  | Australian Professional Championship 1973 |             |
| 156 | Adam Stefanow         | 4              | International Championship 2018           | Scottish Open 2019                        |             |
| 158 | Clark McConachy       | 3              | Campionato mondiale 1947                  | Campionato mondiale 1947                  |             |
| 158 | Warren Simpson        | 3              | Australian Professional Championship 1972 | Australian Professional Championship 1973 |             |
| 158 | Patsy Fagan           | 3              | Campionato mondiale 1978                  | Campionato mondiale 1988                  | [ 97 ]      |
| 158 | Pang Junxu            | 3              | European Masters 2020 (2020-2021)         | European Masters 2020 (2020-2021)         | [ 98 ]      |
| 162 | Riley Parsons         | 2              | Riga Masters 2019                         | English Open 2019                         |             |
| 162 | Zhang Jiankang        | 2              | Riga Masters 2018                         | UK Championship 2019                      | [ 99 ]      |
| 162 | Bai Langning          | 2              | International Championship 2019           | German Masters 2020                       | [ 100 ]     |
| 162 | Aaron Hill            | 2              | Campionato mondiale 2020                  | European Masters 2020 (2020-2021)         | [ 101 ]     |
| 162 | Simon Lichtenberg     | 2              | Q School 2017 - Evento 1                  | European Masters 2020 (2020-2021)         | [ 102 ]     |
| 167 | Lei Peifan            | 1              | Northern Ireland Open 2019                | Northern Ireland Open 2019                |             |
| 167 | Gao Yang              | 1              | Championship League 2020 (2020-2021)      | Championship League 2020 (2020-2021)      | [ 103 ]     |
| 167 | Peter Devlin          | 1              | European Masters 2020 (2020-2021)         | European Masters 2020 (2020-2021)         | [ 104 ]     |

## Nazioni
| N° | Nazione          | Century Breaks |
| -- | ---------------- | -------------- |
| 1  | Inghilterra      | 12387          |
| 2  | Scozia           | 2842           |
| 3  | Galles           | 2149           |
| 4  | Cina             | 1740           |
| 5  | Irlanda del Nord | 885            |
| 6  | Australia        | 813            |
| 7  | Irlanda          | 581            |
| 8  | Hong Kong        | 508            |
| 9  | Thailandia       | 389            |
| 10 | Norvegia         | 181            |
| 11 | Finlandia        | 166            |
| 12 | Nuova Zelanda    | 146            |
| 13 | Belgio           | 139            |
| 14 | Canada           | 135            |
| 15 | Malta            | 132            |
| 16 | Giamaica         | 87             |
| 17 | Iran             | 51             |
| 18 | Cipro            | 34             |
| 19 | Svizzera         | 20             |
| 20 | Malaysia         | 14             |
| 21 | Sudafrica        | 12             |
| 22 | Polonia          | 11             |
| 22 | Brasile          | 11             |
| 24 | Germania         | 2              |